# Poetry
Poetry é a revista mensal mais antiga de língua inglesa dedicada à publicação de poesia. Fundada em outubro de 1912, na cidade de Chicago pela poeta, crítica literária e patrona das artes dos Estados Unidos, Harriet Monroe, teve esta como editora e Ezra Pound como "correspondente estrangeiro" inicialmente.
A revista estabeleceu a sua reputação publicando os primeiros poemas considerados importantes de T.S. Eliot, Ezra Pound, Marianne Moore, Wallace Stevens, H.D., William Carlos Williams, Carl Sandburg, e outros autores considerados clássicos, sendo, por isto, importantíssima como impulsionadora do primeiro Modernismo de língua inglesa .
Em décadas sucessivas ela apresentou, muitas vezes em primeira mão, os trabalhos de praticamente cada poeta signifivo do século XX, ao menos da poesia de língua inglesa. Por exemplo, além de lançar os primeiro poetas imagistas e anglo-modernistas, nas suas páginas foi lançado o grupo de poetas que criou o Objetivismo, sendo em suas páginas apresentada a nova estética .
A Poetry se edita até os dias correntes, procurando divulgar novos nomes da poesia, embora os números do seu início sejam os de maior impacto.